# 9-tricoseen
9-tricoseen is een onvertakte, onverzadigde koolwaterstof met 23 koolwaterstofatomen en een dubbele binding tussen het negende en het tiende koolwaterstofatoom. Het molecuul vertoont daardoor cis-trans-isomerie.
Het cis-, of Z-isomeer komt in de natuur voor. Het is een sexferomoon bij insecten. Vrouwtjes van de huisvlieg (Musca domestica, vanwaar de naam muscalure) produceren het om mannetjes aan te trekken. De stof werd in 1971 geïsoleerd en gesynthetiseerd door Carlson et al. De stof kan onder meer gesynthetiseerd worden via een Wittig-reactie.
Z-9-tricoseen wordt toegevoegd aan producten voor de bestrijding van vliegen, zoals vliegenstrips met het insecticide azamethifos, of om de vliegen naar een vliegenval te lokken. De stof blijkt zowel mannelijke als vrouwelijke vliegen aan te trekken.
De Europese Commissie heeft de stof opgenomen in de lijst van toegelaten biociden, in productsoort 19 (insectwerende en lokstoffen), vanaf 1 oktober 2014.